# Astronesthes gemmifer
Astronesthes gemmifer – gatunek ryby głębinowej z rodziny wężorowatych (Stomiidae). Osiąga do 17 cm długości.